# Státní znak Mosambiku
Státní znak Mosambiku je tvořen knihou, puškou a motykou umístěných na vycházející červené slunce, stylizovanou mapu Mosambiku s oceánem, to vše přes žluté ozubené kolo. Nad kolem je rudá, pěticípá, zlatě lemovaná hvězda a obklopují ho klas kukuřice a stvol cukrové třtiny. Pod znakem je červená stuha s nápisem REPUBLICA DE MOÇAMBIQUE (česky Mosambická republika). K poslední změně znaku došlo 2. listopadu 1990. I po opuštění marxistické ideologie a systému jedné strany zůstala na znaku rudá hvězda a změnil se pouze název země na stuze.

## Historie
První státní znak užívaný na území dnešního Mosambiku byl od roku 1830 státní znak Portugalského království.
30. června 1911 byl, po republikánské revoluci a vzniku Portugalské republiky, zaveden nový státní znak, v Portugalsku platný dodnes. Znak (nyní španělského typu) se začal užívat ve všech portugalských koloniích, tedy i v Mosambiku.
8. května 1935 byly nařízením č. 8098 zavedeny, podle jednotného vzoru, znaky portugalských kolonií. Znak Portugalské východní Afriky byl tvořen štítem (s úzkým zlatým lemem), děleným špicí. Pravé pole (z heraldického hlediska) symbolizovalo Portugalsko, bylo stříbrné, s portugalskou quinou (pět modrých štítků do kříže, na každém je pět stříbrných koulí do ondřejského kříže). Levé pole, které se jako jediné měnilo podle kolonie, bylo v případě Mosambiku stříbrné, se svazkem sedmi zelených šípů, uprostřed převázaných červenou stuhou. Stuha pocházela ze znaku tehdejšího správního sídla São Sebastião de Moçambique. Dolní pole bylo (tak jako na všech znacích portugalských kolonií) stříbrné, s pěti zelenými, vlnitými pruhy, symbolizující oceán. Štít byl položen na zlatou armilární sféru, na jejímž vrcholu byla zlatá hradební koruna s pěti věžemi. Na každé věži byla zobrazena armilární sféra, mezi nimi byly stříbrné štítky s křížem Kristova řádu. Pod štítem a sférou byla stříbrná stuha s nápisem COLONIA PORTUGUESA DE MOÇAMBIQUE.
V roce 1951 zrušilo formálně Portugalsko koloniální status Mosambiku a vznikla Portugalská provincie Mosambik. Nápis na stuze se v této souvislosti změnil na PROVIN. PORTUGUESA DE MOÇAMBIQUE.
V roce 1960 se začaly formovat první národněosvobozenecké organizace a v roce 1964 začalo ozbrojené povstání Fronty za osvobození Mosambiku (FRELIMO). V roce 1973 získal Mosambik vnitřní autonomii a někdy v této době se změnil nápis na stuze na prostý MOÇAMBIQUE (není obrázek).

Portugalský znak v Mosambiku (1830–1911)
Portugalský znak v Mosambiku (1911–1935)
Znak Portugalské východní Afriky (1935–1951)
Znak Portugalské provincie Mosambik (1951–~1974)

25. června 1975 byla vyhlášena nezávislost na Portugalsku a název země byl změněn na Mosambická lidová republika. Znak republiky byl popsán v nové ústavě, v článku č. 69. Základním motivem tohoto znaku byly kniha, puška a motyka umístěné na vycházející, červené slunce, stylizovanou mapu Mosambiku s oceánem, to vše přes ozubené kolo. Nad kolem byla rudá, pěticípá hvězda a obklopovaly ho stvol kukuřice a klas cukrové třtiny. Pod znakem byla červená stuha s nápisem REPUBLICA POPULAR DE MOÇAMBIQUE (česky Mosambická lidová republika). Barvy v ústavě nebyly popsány, ale dle vexilologických publikací souhlasí se zde vyobrazeným znakem. Znak byl často položen na světle modrý kruh, této variantě chybí obrázek.
Kniha byla vykládána jako symbol vzdělání, puška jako symbol obrany a bdělosti a motyka jako symbol rolnické třídy a zemědělské výroby. Slunce bylo vykládáno jako symbol revoluce a nového života při výstavbě vlasti, ozubené kolo jako symbol dělnické třídy a průmyslu - dynamického faktoru hospodářství. Hvězda byla symbolem mezinárodního ducha mosambické revoluce.
1. září 1982 schválila stálá komise Lidového shromáždění rezoluci č. 11/82, kterým došlo k úpravě znaku. Změnilo se výtvarné provedení, barvy některých figur, Slunce bylo od hnědých paprsků odděleno žlutým mezikružím, hvězda byla žlutě lemována, nápis na stuze změnil barvu na žlutou.
Zpočátku se tento znak užíval převážně jen v hlavním městě Maputu, vedle něj se také užíval, jako znak, emblém ze státní vlajky (není obrázek detailu).

Mosambický znak (1975–1982)
Mosambický znak (1982–1990)

V roce 1989 se Fronta za osvobození Mosambiku (FRELIMO) vzdala ideologie marxismu i systému jedné strany. V této souvislosti byla 2. listopadu 1990 přijata nová ústava, změněn název státu na Mosambická republika a mírně změněn státní znak (popsaný v ústavním článku č. 194), který je platný dodnes: na červené stuze je nyní nápis REPUBLICA DE MOÇAMBIQUE.

## Další použití znaku
Státní znak je vyobrazen na vlajce mosambického prezidenta.

Vlajka mosambického prezidenta Poměr stran: 2:3